# Lista dos locais de sepultamento dos presidentes e vice-presidentes dos Estados Unidos
Locais de sepultamento de presidentes e vice-presidentes dos Estados Unidos são localizados em 23 estados e no Distrito de Colúmbia. 44 pessoas serviram como presidente dos Estados Unidos desde que o cargo passou a existir em 1789. Destes, 39 já morreram. O estado com o maior número de locais de sepultamento presidencial é Virgínia, com sete. Desde 1789 48 pessoas serviram como vice-presidente dos Estados Unidos, dos quais 42 já morreram. O estado com o maior número de locais de sepultamento vice-presidencial é Nova Iorque, com 10.

## Locais de sepultamento presidencial
Esta tabela lista o local de sepultamento de cada presidente falecido dos Estados Unidos, com a data da morte e a ordem de sua presidência.
| Nota: A coluna "Presidente" organiza por ordem da morte, a coluna "Data da morte" organiza por mês e dia, mas não por ano. | Nota: A coluna "Presidente" organiza por ordem da morte, a coluna "Data da morte" organiza por mês e dia, mas não por ano. | Nota: A coluna "Presidente" organiza por ordem da morte, a coluna "Data da morte" organiza por mês e dia, mas não por ano. | Nota: A coluna "Presidente" organiza por ordem da morte, a coluna "Data da morte" organiza por mês e dia, mas não por ano. | Nota: A coluna "Presidente" organiza por ordem da morte, a coluna "Data da morte" organiza por mês e dia, mas não por ano. | Nota: A coluna "Presidente" organiza por ordem da morte, a coluna "Data da morte" organiza por mês e dia, mas não por ano. | Nota: A coluna "Presidente" organiza por ordem da morte, a coluna "Data da morte" organiza por mês e dia, mas não por ano. |
| Imagem do local | Presidente | Data da morte | Local do sepultamento | Cidade | estado | OP |
| --- | --- | --- | --- | --- | --- | --- |
| | George Washington | 14 de dezembro de 1799 | Mount Vernon | Condado de Fairfax | Virgínia | 1 |
| | Thomas Jefferson | 4 de julho de 1826 | Monticello | Charlottesville | Virgínia | 3 |
| | John Adams | 4 de julho de 1826 | United First Parish Church                                                                                                 | Quincy | Massachusetts | 2 |
| | James Monroe | 4 de julho de 1831 | Sepultura de James Monroe, Cemitério Hollywood                                                                             | Richmond | Virgínia | 5 |
| | James Madison | 28 de junho de 1836 | Montpelier | Orange | Virgínia | 4 |
| | William Henry Harrison | 4 de abril de 1841 | William Henry Harrison Tomb State Memorial                                                                                 | North Bend | Ohio | 9 |
| | Andrew Jackson | 8 de junho de 1845 | The Hermitage | Nashville | Tennessee | 7 |
| | John Quincy Adams | 23 de fevereiro de 1848 | United First Parish Church                                                                                                 | Quincy | Massachusetts | 6 |
| | James K. Polk | 15 de junho de 1849 | Tennessee State Capitol | Nashville | Tennessee | 11 |
| | Zachary Taylor | 9 de julho de 1850 | Zachary Taylor National Cemetery                                                                                           | Louisville | Kentucky | 12 |
| | John Tyler | 18 de janeiro de 1862 | Cemitério Hollywood | Richmond | Virgínia | 10 |
| | Martin Van Buren | 24 de julho de 1862 | Kinderhook Reformed Church Cemetery                                                                                        | Kinderhook | Nova Iorque | 8 |
| | Abraham Lincoln | 15 de abril de 1865 | Lincoln Tomb, Oak Ridge Cemetery                                                                                           | Springfield | Illinois | 16 |
| | James Buchanan | 1 de junho de 1868 | Woodward Hill Cemetery | Lancaster | Pensilvânia | 15 |
| | Franklin Pierce | 8 de outubro de 1869 | Old North Cemetery | Concord | New Hampshire | 14 |
| | Millard Fillmore | 8 de março de 1874 | Forest Lawn Cemetery | Buffalo | Nova Iorque | 13 |
| | Andrew Johnson | 31 de julho de 1875 | Andrew Johnson National Cemetery                                                                                           | Greeneville | Tennessee | 17 |
| | James A. Garfield | 19 de setembro de 1881 | James A. Garfield Memorial, Lake View Cemetery                                                                             | Cleveland | Ohio | 20 |
| | Ulysses S. Grant | 23 de julho de 1885 | General Grant National Memorial                                                                                            | Nova Iorque | Nova Iorque | 18 |
| | Chester A. Arthur | 18 de novembro de 1886 | Albany Rural Cemetery | Menands | Nova Iorque | 21 |
| | Rutherford B. Hayes | 17 de janeiro de 1893 | Spiegel Grove | Fremont | Ohio | 19 |
| | Benjamin Harrison | 13 de março de 1901 | Crown Hill Cemetery | Indianapolis | Indiana | 23 |
| | William McKinley | 14 de setembro de 1901 | McKinley National Memorial                                                                                                 | Canton | Ohio | 25 |
| | Grover Cleveland | 24 de junho de 1908 | Princeton Cemetery | Princeton | Nova Jérsei | 22/24 |
| | Theodore Roosevelt | 6 de janeiro de 1919 | Youngs Memorial Cemetery                                                                                                   | Oyster Bay | Nova Iorque | 26 |
| | Warren G. Harding | 2 de agosto de 1923 | Harding Tomb | Marion | Ohio | 29 |
| | Woodrow Wilson | 3 de fevereiro de 1924 | Catedral Nacional de Washington                                                                                            | Washington, D.C. | Washington, D.C. | 28 |
| | William Howard Taft | 8 de março de 1930 | Cemitério Nacional de Arlington                                                                                            | Condado de Arlington | Virgínia | 27 |
| | Calvin Coolidge | 5 de janeiro de 1933 | Plymouth Notch Cemetery | Plymouth Notch | Vermont | 30 |
| | Franklin D. Roosevelt | 12 de abril de 1945 | Springwood | Hyde Park | Nova Iorque | 32 |
| | John F. Kennedy | 22 de novembro de 1963 | Kennedy gravesite, Cemitério Nacional de Arlington                                                                         | Condado de Arlington | Virgínia | 35 |
| | Herbert Hoover | 20 de outubro de 1964 | Hoover Presidential Library                                                                                                | West Branch | Iowa | 31 |
| | Dwight D. Eisenhower | 28 de março de 1969 | Eisenhower Presidential Center                                                                                             | Abilene | Kansas | 34 |
| | Harry S. Truman | 26 de dezembro de 1972 | Truman Presidential Library                                                                                                | Independence | Missouri | 33 |
| | Lyndon B. Johnson | 22 de janeiro de 1973 | Lyndon B. Johnson National Historical Park                                                                                 | Stonewall | Texas | 36 |
| | Richard Nixon | 22 de abril de 1994 | Nixon Presidential Library                                                                                                 | Yorba Linda | Califórnia | 37 |
| | Ronald Reagan | 5 de junho de 2004 | Reagan Presidential Library                                                                                                | Simi Valley | Califórnia | 40 |
| | Gerald Ford | 26 de dezembro de 2006 | Museu Presidencial Gerald R. Ford                                                                                          | Grand Rapids | Michigan | 38 |
| | George H. W. Bush | 30 de novembro de 2018 | George Bush Presidential Library                                                                                           | College Station | Texas | 41 |
| | Jimmy Carter | 29 de dezembro de 2024 | Parque Histórico Nacional Jimmy Carter                                                                                     | Plains | Geórgia | 39 |

### Notes
1. ↑   Sepultado neste local em 7 de outubro de 1837, depois de ser inicialmente sepultado na "sepultura antiga", também em Mount Vernon.[2]
2. 1 2  Thomas Jefferson e John Adams morreram em 4 de julho de 1826. A morte de Jefferson ocorreu às 12h30 (horário local) e a de Adams às 18h20 (horário local).
3. ↑   Enterrado neste local em 1828, após ter sido inicialmente enterrado no Cemitério Hancock, Quincy, Massachusetts.
4. ↑   Enterrado neste local em 5 de julho de 1858, após ter sido inicialmente enterrado no Cemitério de Mármore da Cidade de Nova York.
5. ↑   Enterrado neste local em 7 de julho de 1841, após ter sido inicialmente enterrado no Cemitério do Congresso, Washington, D.C..[6]
6. ↑   Enterrado neste local em 1852, após ter sido inicialmente enterrado no Cemitério do Congresso, em Washington, D.C., e depois no Cemitério de Hancock, em Quincy, Massachusetts.
7. ↑   Enterrado neste local em 1893, após ter sido enterrado inicialmente no Cemitério da Cidade de Nashville e depois em Polk Place, também em Nashville, Tennessee.
8. ↑   Enterrado neste local em outubro de 1850, após ter sido inicialmente enterrado no Cemitério do Congresso, em Washington, D.C.
9. ↑  Entre 4 de maio de 1865, quando chegou ao Cemitério Oak Ridge, e 26 de setembro de 1901, o caixão de Lincoln foi movido 17 vezes e aberto cinco vezes.
10. ↑   Enterrado neste local em 19 de maio de 1890, após ter sido inicialmente enterrado em um jazigo temporário, também no Cemitério Lake View.[8]
11. ↑   Enterrado neste local em 17 de abril de 1897, após ter sido inicialmente enterrado em Riverside Park, Nova York.
12. ↑   Enterrado neste local em 3 de abril de 1915, após ter sido inicialmente enterrado no Cemitério Oakwood, Fremont, Ohio.
13. ↑   Enterrado neste local em setembro de 1907, após ter sido inicialmente enterrado no Cemitério West Lawn, Canton, Ohio.
14. ↑   Enterrado neste local em 1927, após ter sido inicialmente enterrado no Cemitério Marion, Marion, Ohio.
15. ↑   Enterrado neste local em 14 de março de 1967, após ter sido inicialmente enterrado em uma cova temporária, também no Cemitério Nacional de Arlington.[9]

## Locais de sepultamento vice-presidencial
Esta tabela lista o local de sepultamento de cada vice-presidente falecido dos Estados Unidos, com a data da morte e a ordem de sua vice-presidência.
| Nota: A coluna "Vice-Presidente" organiza por ordem da morte, a coluna "Data da morte" organiza por mês e dia, mas não por ano. | Nota: A coluna "Vice-Presidente" organiza por ordem da morte, a coluna "Data da morte" organiza por mês e dia, mas não por ano. | Nota: A coluna "Vice-Presidente" organiza por ordem da morte, a coluna "Data da morte" organiza por mês e dia, mas não por ano. | Nota: A coluna "Vice-Presidente" organiza por ordem da morte, a coluna "Data da morte" organiza por mês e dia, mas não por ano. | Nota: A coluna "Vice-Presidente" organiza por ordem da morte, a coluna "Data da morte" organiza por mês e dia, mas não por ano. | Nota: A coluna "Vice-Presidente" organiza por ordem da morte, a coluna "Data da morte" organiza por mês e dia, mas não por ano. | Nota: A coluna "Vice-Presidente" organiza por ordem da morte, a coluna "Data da morte" organiza por mês e dia, mas não por ano. |
| Imagem do local | Vice-Presidente | Data da morte | Local do sepultamento | Cidade | estado | OP |
| --- | --- | --- | --- | --- | --- | --- |
| | George Clinton | 20 de abril de 1812 | Old Dutch Churchyard | Kingston | Nova Iorque | 4 |
| | Elbridge Gerry | 23 de novembro de 1814 | Congressional Cemetery | Washington | Distrito de Colúmbia | 5 |
| | Daniel Tompkins | 11 de junho de 1825 | St. Mark's Church in-the-Bowery                                                                                                 | Nova Iorque | Nova Iorque | 6 |
| | Thomas Jefferson | 4 de julho de 1826 | Monticello | Charlottesville | Virgínia | 2 |
| | John Adams | 4 de julho de 1826 | United First Parish Church | Quincy | Massachusetts | 1 |
| | Aaron Burr | 14 de setembro de 1836 | Princeton Cemetery | Princeton | Nova Jérsei | 3 |
| | John C. Calhoun | 31 de março de 1850 | St. Phillips Churchyard | Charleston | South Carolina | 7 |
| | Richard M. Johnson | 19 de novembro de 1850 | Frankfort Cemetery | Frankfort | Kentucky | 9 |
| | William R. King | 18 de abril de 1853 | Live Oak Cemetery | Selma | Alabama | 13 |
| | John Tyler | 18 de janeiro de 1862 | Cemitério Hollywood | Richmond | Virgínia | 10 |
| | Martin Van Buren | 24 de julho de 1862 | Kinderhook Reformed Church Cemetery                                                                                             | Kinderhook | Nova Iorque | 8 |
| | George M. Dallas | 31 de dezembro de 1864 | St. Peter’s Churchyard | Philadelphia | Pennsylvania | 11 |
| | Millard Fillmore | 8 de março de 1874 | Forest Lawn Cemetery | Buffalo | Nova Iorque | 12 |
| | John C. Breckinridge | 17 de maio de 1875 | Lexington Cemetery | Lexington | Kentucky | 14 |
| | Andrew Johnson | 31 de julho de 1875 | Andrew Johnson National Cemetery                                                                                                | Greeneville | Tennessee | 16 |
| | Henry Wilson | 22 de novembro de 1875 | Old Dell Park Cemetery | Natick | Massachusetts | 18 |
| | Schuyler Colfax | 13 de janeiro de 1885 | City Cemetery | South Bend | Indiana | 17 |
| | Thomas A. Hendricks | 25 de novembro de 1885 | Crown Hill Cemetery | Indianapolis | Indiana | 21 |
| | Chester Arthur | 18 de novembro de 1886 | Albany Rural Cemetery | Menands | Nova Iorque | 20 |
| | William A. Wheeler | 4 de junho de 1887 | Morningside Cemetery | Malone | Nova Iorque | 19 |
| | Hannibal Hamlin | 4 de julho de 1891 | Mount Hope Cemetery | Bangor | Maine | 15 |
| | Garret Hobart | 21 de novembro de 1899 | Cedar Lawn Cemetery | Paterson | Nova Jérsei | 24 |
| | James S. Sherman | 30 de outubro de 1912 | Forest Hill Cemetery | Utica | Nova Iorque | 27 |
| | Adlai Stevenson I | 14 de junho de 1914 | Evergreen Cemetery | Bloomington | Illinois | 23 |
| | Charles W. Fairbanks | 4 de junho de 1918 | Crown Hill Cemetery | Indianapolis | Indiana | 26 |
| | Theodore Roosevelt | 6 de janeiro de 1919 | Youngs Memorial Cemetery | Oyster Bay | Nova Iorque | 25 |
| | Levi P. Morton | 16 de maio de 1920 | Rhinebeck Cemetery | Rhinebeck | Nova Iorque | 22 |
| | Thomas R. Marshall | 1 de junho de 1925 | Crown Hill Cemetery | Indianapolis | Indiana | 28 |
| | Calvin Coolidge | 5 de janeiro de 1933 | Plymouth Notch Cemetery | Plymouth Notch | Vermont | 29 |
| | Charles Curtis | 8 de fevereiro de 1936 | Topeka Cemetery | Topeka | Kansas | 31 |
| | Charles G. Dawes | 23 de abril de 1951 | Rosehill Cemetery | Chicago | Illinois | 30 |
| | Alben W. Barkley | 30 de abril de 1956 | Mount Kenton Cemetery | Paducah | Kentucky | 35 |
| | Henry A. Wallace | 18 de novembro de 1965 | Glendale Cemetery | Des Moines | Iowa | 33 |
| | John Nance Garner | 7 de novembro de 1967 | Uvalde Cemetery | Uvalde | Texas | 32 |
| | Harry S. Truman | 26 de dezembro de 1972 | Truman Presidential Library | Independence | Missouri | 34 |
| | Lyndon B. Johnson | 22 de janeiro de 1973 | Lyndon B. Johnson National Historical Park                                                                                      | Stonewall | Texas | 37 |
| | Hubert Humphrey | 13 de janeiro de 1978 | Lakewood Cemetery | Minneapolis | Minnesota | 38 |
| | Nelson Rockefeller | 26 de janeiro de 1979 | Rockefeller Family Cemetery | Sleepy Hollow | Nova Iorque | 41 |
| | Richard Nixon | 22 de abril de 1994 | Nixon Presidential Library | Yorba Linda | Califórnia | 36 |
| | Spiro Agnew | 17 de setembro de 1996 | Dulaney Valley Memorial Gardens                                                                                                 | Timonium | Maryland | 39 |
| | Gerald Ford | 26 de dezembro de 2006 | Gerald R. Ford Museum | Grand Rapids | Michigan | 40 |
| | George H. W. Bush | 30 de novembro de 2018 | George Bush Presidential Library                                                                                                | College Station | Texas | 43 |